# Duinvlekplaat
De duinvlekplaat (Panaeolus dunensis) is een schimmel behorend bij de familie Galeropsidaceae. Hij groeit tussen de helm in de zeereep.

## Kenmerken
Hij is een kleine en vrij stevige zwartbruine paddenstoel met droge hoed, versmald aangehechte plaatjes en bijna zwarte sporen. De sporen zijn dikwandig, purperbruin, met kiempore en meten 11,0-15,0 × 5,0-9,0 µm. De chrysocystidia zijn niet aanwezig. De cheilocystidia zijn flesvormig, cillindrisch of meten 35,67-38,25 × 5,16-7,24 µm.

## Foto's

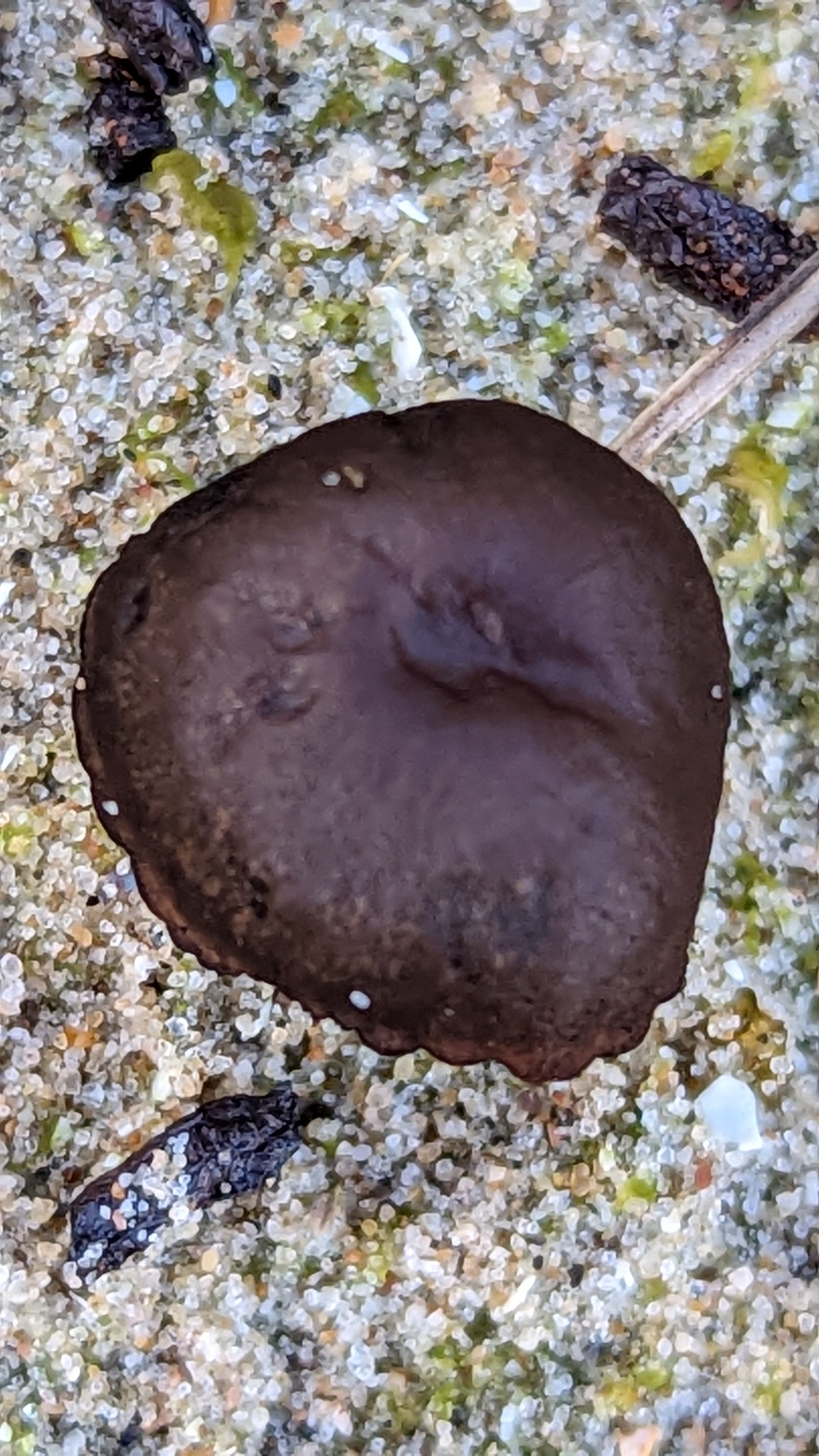
Hoed
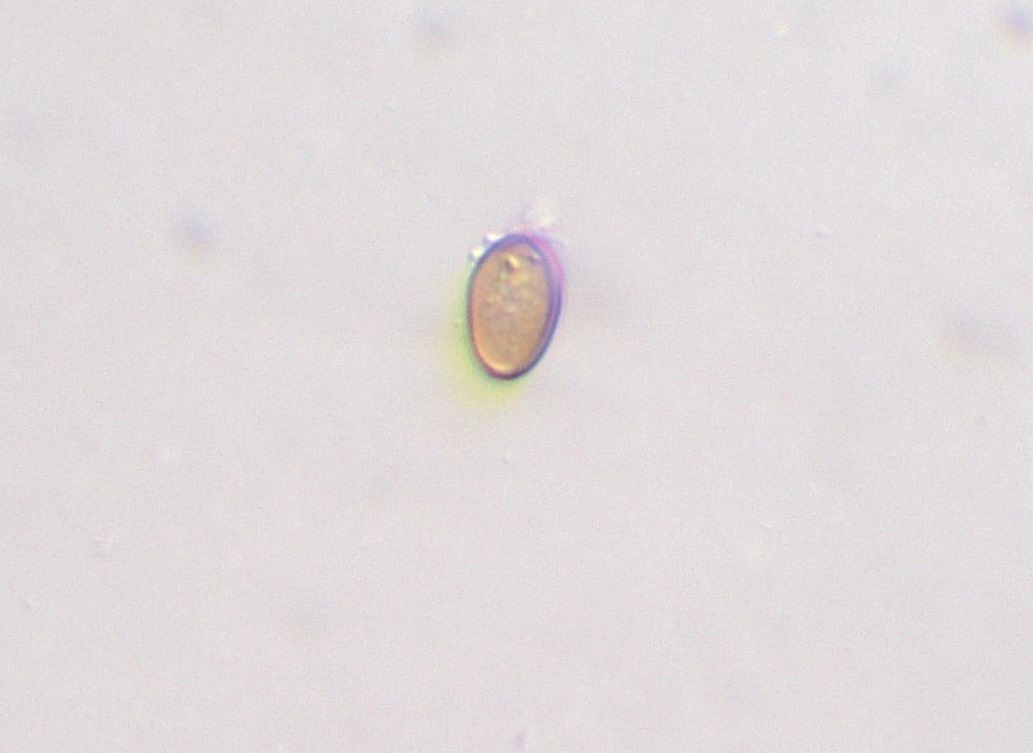
Een spore
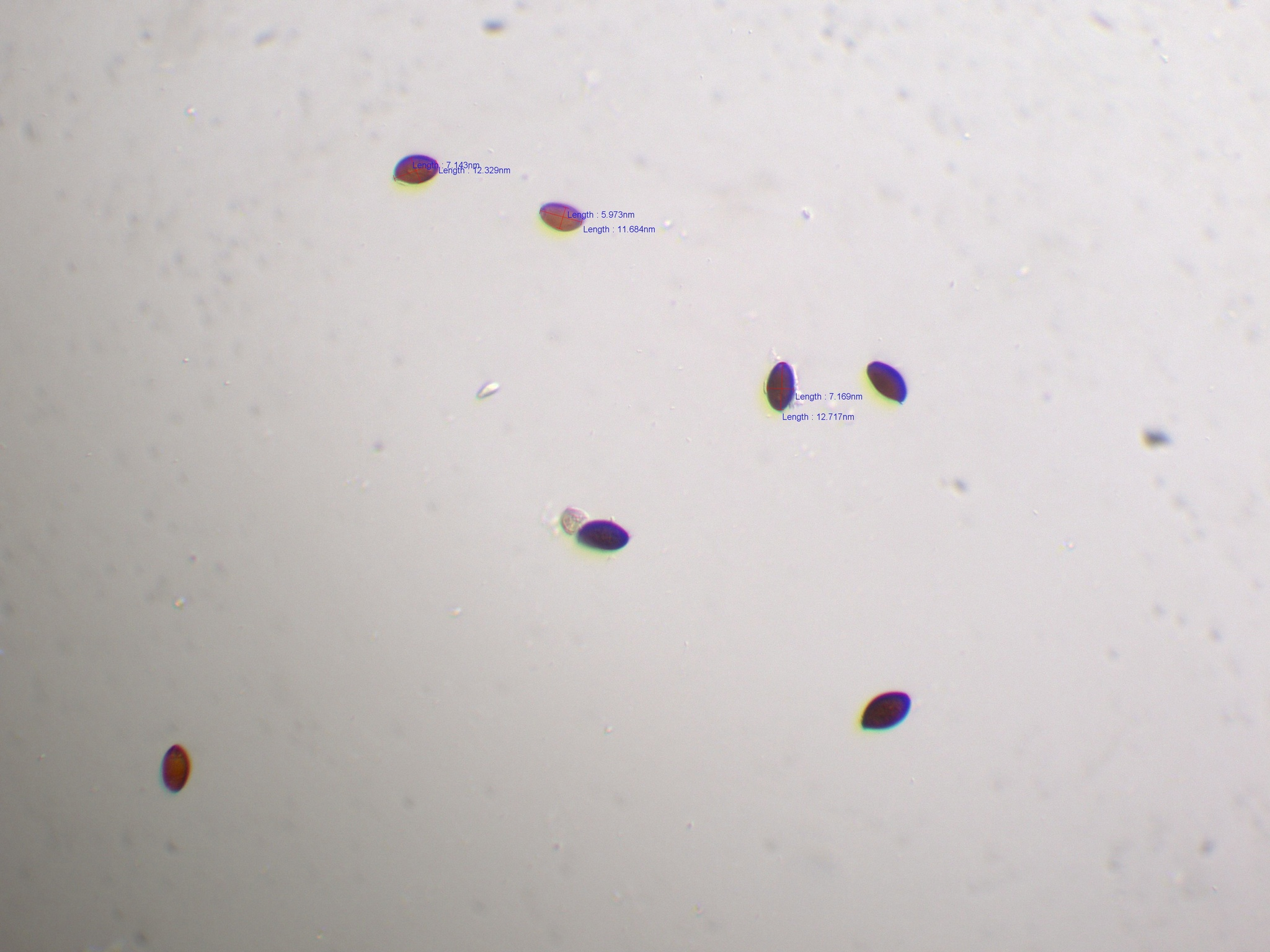
Sporen

## Taxonomie
De taxonomische positie van de Duinvlekplaat blijft onderwerp van discussie. Verschillende schrijvers beschouwen de Duinvlekplaat als een weinig significante variatie van de gezoneerde vlekplaat (P. cinctulus). Hoewel deze soort qua uiterlijk en onder microscopische eigenschappen sterk op elkaar lijken, verschilt hun leefomgeving volledig. De gezoneerde vlekplaat komt namelijk voor op mest of in bemeste weilanden terwijl de duinvlekplaat voorkomt tussen de helm en in de zeereep.